# Yannick Bury

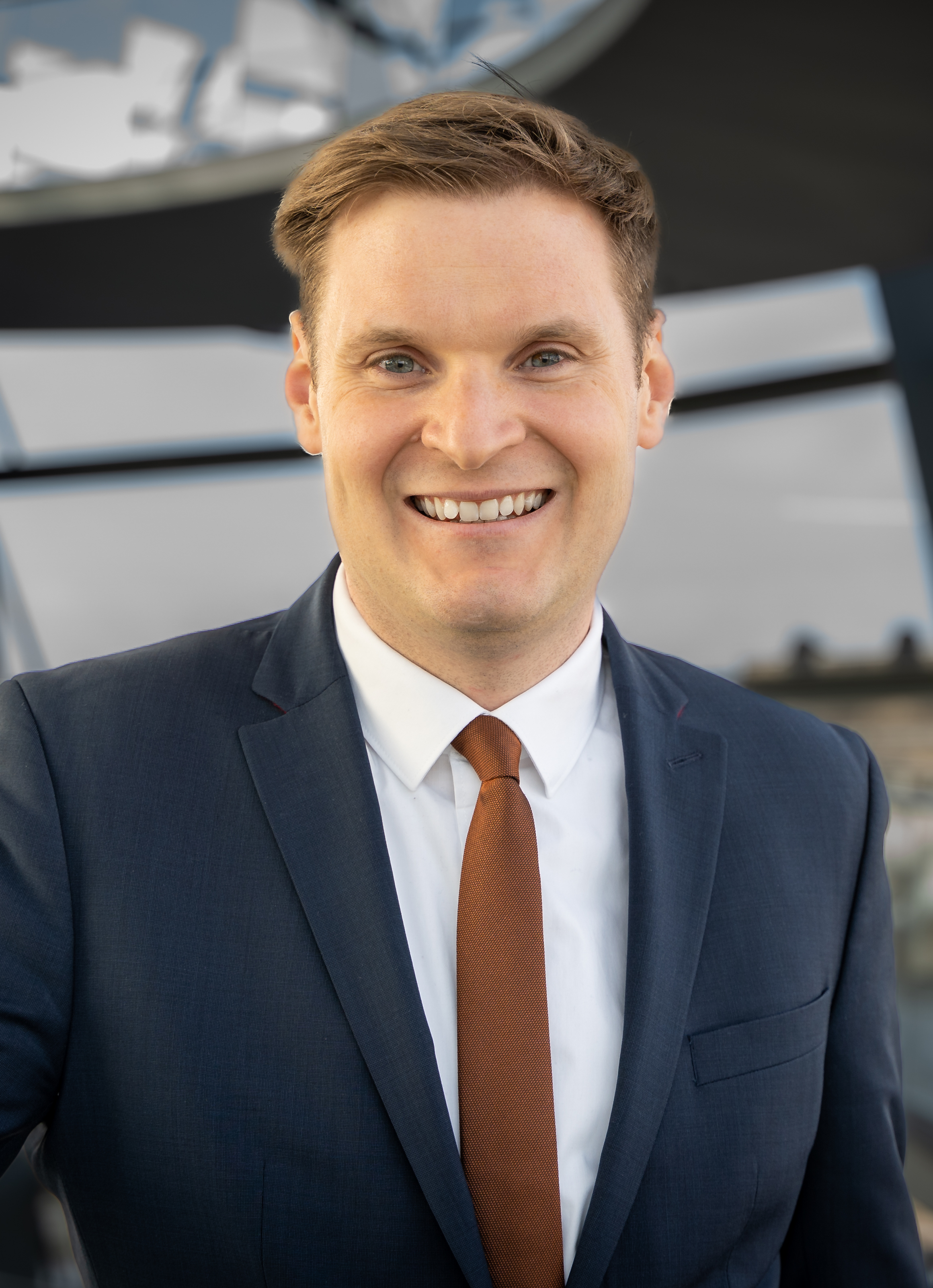
Yannick Bury (2023)

Yannick Bury (* 11. März 1990 in Herbolzheim) ist deutscher Politiker (CDU) und Volkswirt. Seit 2021 ist er Mitglied des Deutschen Bundestages.

## Leben und Beruf
Aufgewachsen ist Bury in Broggingen und Malterdingen. Nach dem Besuch der Emil-Dörle-Realschule von 2000 bis 2006 legte er 2009 das Abitur am Wirtschaftsgymnasium in Emmendingen ab.  Im Anschluss leistete er seinen Zivildienst in einer Caritas-Werkstatt in Riegel. Bury studierte Volkswirtschaftslehre an der Albert-Ludwigs-Universität in Freiburg  und schloss das Studium mit dem  Master of Science ab. Von 2017 bis zu seinem Einzug in den Deutschen Bundestag war er als Volkswirt und Forschungsreferent am Walter-Eucken-Institut in Freiburg tätig.
Bury war Stipendiat der Konrad-Adenauer-Stiftung und promovierte zum Thema Empirische Untersuchungen zum kooperativen Föderalismus. Am 22. April 2024 wurde ihm von der Albert-Ludwigs-Universität der akademische Grad eines Dr. rer. pol. verliehen. Für seine Dissertation wurde er im Mai 2025 mit dem Roman Herzog Forschungspreis Soziale Marktwirtschaft ausgezeichnet.

## Politischer Werdegang

### Partei
Bury trat 2006 der Jungen Union und 2008 der CDU bei. Von 2009 bis 2016 war er Kreisvorsitzender der Jungen Union Emmendingen, anschließend bis 2019 Bezirksvorsitzender der Jungen Union Südbaden. Seit 2019 ist er Vorsitzender des CDU-Kreisverbands Emmendingen sowie der Internationalen Kommission der Jungen Union Deutschlands.

### Abgeordneter im Bundestag
Bei der Bundestagswahl 2021 kandidierte Bury erstmals für den Deutschen Bundestag. Er trat im Wahlkreis Emmendingen–Lahr als Direktkandidat der CDU an, nachdem der bisherige Mandatsinhaber Peter Weiß nicht erneut kandidierte. Bury gewann das Direktmandat mit 27,8 Prozent der Erststimmen – mit einem Vorsprung von 90 Stimmen setzte er sich knapp gegen Johannes Fechner (SPD) durch. Im 20. Deutschen Bundestag war Bury ordentliches Mitglied im Haushaltsausschuss sowie im Petitionsausschuss. Daneben gehörte er dem Unterausschuss zu Fragen der Europäischen Union an, einem Gremium des Haushaltsausschusses, in dem er als Obmann der Unionsfraktion fungierte. Im März 2024 wurde er in das Vertrauensgremium gemäß §10a Bundeshaushaltsordnung gewählt, das unter anderem für die parlamentarische Kontrolle der Haushaltsausgaben der Nachrichtendienste zuständig ist. Als stellvertretendes Mitglied wirkte er zudem im Finanzausschuss, im Ausschuss für Inneres und Heimat sowie im Ausschuss für die Angelegenheiten der Europäischen Union mit.
Bury war außerdem stellvertretender Vorsitzender der Deutsch-Französischen Parlamentariergruppe und ordentliches Mitglied der Deutsch-Französischen Parlamentarischen Versammlung, die sich aus je 50 Abgeordneten des Deutschen Bundestages und der Assemblée nationale zusammensetzt. Diese tagt mindestens zweimal jährlich im Wechsel in Deutschland und Frankreich. Darüber hinaus ist Bury Mitglied der Europa-Union Deutschland, einer überparteilichen Organisation, die sich für ein föderales Europa und den europäischen Einigungsprozess einsetzt.
Bei der Bundestagswahl 2025 trat Bury erneut als Direktkandidat im Wahlkreis Emmendingen–Lahr an und gewann das Mandat mit 37,0 Prozent der Erststimmen. In der 21. Wahlperiode bleibt er ordentliches Mitglied im Haushaltsausschuss, ist dort als Hauptberichterstatter für den Haushalt des Bundesministeriums für Arbeit und Soziales zuständig. Zusätzlich vertritt er die Unionsfraktion im Bundesfinanzierungsgremium sowie im Vertrauensgremium des Bundestags und gehört weiter dem Vorstand der Deutsch-Französischen Parlamentarischen Versammlung an. Am 26. Juni 2025 wählte ihn das Plenum des Bundestages in das Vertrauensgremium zur Genehmigung der geheimen Wirtschaftspläne der Nachrichtendienste des Bundes.

## Privates
Bury ist evangelischer Konfession, verheiratet und Vater eines Sohnes.

## Sonstiges
Zusammen mit seinem Fraktionskollegen Nicolas Zippelius betreibt Bury den Podcast Nachts im Bundestag.